# Гімн Танзанії
Mungu ibariki Afrika (укр. Боже, благослови Африку) — державний гімн Танзанії. Є відомою мелодією Еноха Сонтонґи «Боже, благослови Африку» зі словами, перекладеними на суахілі, що також є частиною гімну Південної Африки й (зі зміненими словами) гімном Замбії. Був затверджений як державний гімн Танганьїки після здобуття останньою незалежності в 1961 році. Після об'єднання Танганьїки із Занзібаром у нову країну Танзанію в 1964 році було віришено залишити гімн першої як офіційний гімн.

## Текст гімну
Mungu ibariki Afrika

Wabariki Viongozi wake

Hekima Umoja na Amani

Hizi ni ngao zetu

Afrika na watu wake.

Приспів:

Ibariki Afrika 

Ibariki Afrika 

Tubariki watoto wa Afrika. 

Mungu ibariki Tanzania

Dumisha uhuru na Umoja

Wake kwa Waume na Watoto

Mungu Ibariki Tanzania na watu wake. 

Приспів:

Ibariki Tanzania 

Ibariki Tanzania 

Tubariki watoto wa Tanzania.